# Padres en apuros
Padres en apuros fue un programa de televisión español, emitido por La 2 de TVE en 2003. Dirigido por Suso Mourelo y producido por El Mundo TV.

## Formato
Espacio de carácter divulgativo, dirigido a orientar a padres y educadores en las diferentes situaciones que pueden producirse en el desarrollo de un niño, contando para ello con especialistas en pedagogía, medicina o psicología.
Contaba con secciones como Como está el patio, buzón de quejas de los niños, o Palabras en apuros. Se dividía en tres bloques para niños de 0 a 3 años; de 4 a 8 y de 8 a 14.
Desde junio de 2007 pasó a llamarse Escuela de padres en apuros.
En sus últimas temporadas no hubo presentador fijo.